# Mkokotoni (Kaskazini A)
Mkokotoni è una circoscrizione mista (mixed ward) della Tanzania situata nel distretto di Kaskazini A, regione di Zanzibar Nord. Conta una popolazione di 2 803 abitanti (censimento 2012).